# Cromatologia iconolingüística
La cromatologia és l'estudi de la color com un dels constituents fonamentals de la forma del significant icònic a l'escala més essencial. Sol dir-se cromatologia iconolingüística, afegint la referència a la iconolingüística per a evitar la confusió respecte a altres conceptes als quals també, tradicionalment, s'han designat en el curs de diverses dècades amb el terme cromatologia (conceptes, sobretot, de la simbologia, de la ciència de la color i de la cromatografia). És amb la perspectiva de l'estudi iconolingüístic (dels llenguatges icònics) com s'enfoca qualsevol concepte cromatològic del significant de les imatges en l'àmbit formal. El concepte de cromatologia iconolingüística va ser inclòs per la primera vegada, amb el simple terme de cromatologia, en la primera edició de El lenguaje del color, de Juan Carlos Sanz, publicat el 1985.
La recerca cromatològica toca la part més essencial de la forma del significant icònic i considera a la color, sols com un element isolat comprès en un inventari cromatològic determinat. Al contrari la focalització de l'estudi de les colors com a elements components de colorits, de les interaccions d'aquests, i de la pertinença dels colorits a un inventari cromosintàctic en particular, constitueix el camp d'estudi de la cromosintaxi (o sintaxi de la color), la qual estudia la forma del significant de la imatge en el nivell superior de complexitat més immediat al de la cromatologia. Partint de la perspectiva iconolingüística, les dues àrees d'estudi es reclamen mútuament.

## Cromatologia i cromàtica
Del punt de vista general de la iconolingüística, la cromatologia es basa en la idea que totes les colors que són compreses i exprimides (mitjançant els diferents llenguatges icònics) pertanyen al patrimoni iconolingüístic cultural en el qual es fonamenta la manifestació del colorit de qualsevol imatge en el pensament visual i en la comunicació visual. Per això, tota color que s'estudia sota la focalització de la cromatología és considerat una coloració iconolingüística. La precisió de les referències a l'aparença de la color considerat com a objecte d'estudi cromatològic es fonamenta tant en els principis com en les tècniques d'especificació i mesura de la cromàtica, és a dir, de la ciència de la color aplicada a l'estudi iconolingüístic de les imatges.

## L'inventari cromatològic
En el pensament visual, la totalityat de les colors que constitueixen el nivell substancial del significant suposa un inventari cromatològic general. Al contrari, la totalitat de les colors que formen aquest nivell respecte a un patrimoni iconolingüístic en particular porta amb si un inventari cromatològic contextual. Mentre que l'inventari general correspon a la totalitat de les colors de l'estructura profunda del pensament visual, els inventaris contextuals corresponen a la totalitat de les colors identificables com a pertanyents als diferents patrimonis iconolingüístics, entre les quals hi ha aquelles dels indoeuropeus.

## Les coloracions iconolingüístiques
La problemàtica de l'especificació de la color és particularment complicada en els diferents camps de les arts visuals, puix que en cada llenguatge icònic, la forma del significant de la imatge es compon de colors compreses en un inventari cromatològic contextual. Aquestes colors són anomenadfes coloracions iconolingüístiques i posseeixen una valor distintiva en un llenguatge icònic o en diversos (pintura, fotografia, cinema, etcètera). En l'inventari cromatològic del patrimoni iconolingüístic occidental han estat identificats com a coloracions iconolingüístiques diverses milers de colors específiques.

## Disciplines relacionades
- Comunicació audiovisual
- Comunicació visual
- Cromàtica
- Iconolingüística
- Sinestèsia